# Alguazas
Alguazas er en by og kommune i det sydøstlige Spanien i Murcia-regionen. Den har et indbyggertal på 10.204 (2024) indbyggere.